# Amnirana longipes
Espèce
Statut de conservation UICN

 LC  : Préoccupation mineure
Synonymes
- Hylarana acutirostris longipes Perret, 1960
- Hylarana longipes Perret, 1960

Amnirana longipes est une espèce d'amphibiens de la famille des Ranidae.

## Répartition
Cette espèce est endémique du Cameroun. Elle se rencontre généralement au-dessus de 1 000 m d'altitude sur les plateaux Adamaoua et Bamiléké,.

## Publication originale
- Perret, 1960 : Études herpétologiques africaines II. Bulletin de la Société Neuchâteloise des Sciences Naturelles, vol. 83, p. 93-100 (texte intégral).